# Uromedina siamense
Uromedina siamense är en tvåvingeart som först beskrevs av Baranov 1938.  Uromedina siamense ingår i släktet Uromedina och familjen parasitflugor.
Artens utbredningsområde är Thailand. Inga underarter finns listade i Catalogue of Life.